# Cosmas af Prag
Cosmas af Prag (tjekkisk: Kosmas Pražský ; latin: Cosmas Decanus ; ca. 1045 – 21. oktober 1125) var præst, forfatter og historiker.

## Liv
Mellem 1075 og 1081 studerede han i Liège. Efter sin tilbagevenden til Bøhmen giftede han sig med Božetěcha, som han fik en søn med, ved navn Hermann eller Zdic. Hans søn blev senere biskop af Olomouc. I 1094 blev han ordineret til diakon, og i 1099 blev han ordineret til præst i Esztergom, Ungarn.

## Arbejder
Hans hovedværk, skrevet på latin, hedder Chronica Boemorum. Krønniken er opdelt i tre bøger:
- Den første bog, færdiggjort i 1119, starter med verdens skabelse og slutter i år 1038. Den beskriver den legendariske grundlæggelse af den bøhmiske stat af de ældste bøhmere omkring år 600 (hertug Krok og hans tre døtre), hertuginde Libuše og grundlæggelsen af Přemyslid-dynastiet ved hendes ægteskab med Přemysl, gamle blodige krige, hertug Bořivoj og kristendommens indførelse i Bøhmen, Sankt Wenceslaus og hans bedstemor Sankt Ludmila, de tre Boleslavers regeringstid, Sankt Adalberts liv og blodige krige efter år 1000.
- Den anden bog beskriver bøhmisk historie for årene 1038-1092. Bogen starter med heroiske gerninger fra hertug Břetislav, kendt som "den bøhmiske Achilleus", for eksempel med hans sejr over Polen. Chronica beskriver også kong Vratislavs lange og store regeringstid, der var kendt som en kraftfuld hersker, men en modig og god mand. Der er også en refleksion over hans krige i Italien; denne bog ender med Vratislavs død.
- Den tredje bog (1092-1125) starter med en beskrivelse af tiden med ustabilitet og blodige borgerkrige efter Vratislavs død mellem år 1092 og 1109. Chronica slutter med Vladislavs regeringstid mellem 1109 og 1125. Samme år, 1125, døde Cosmas.

I det senere 12. og 13. århundrede bragte Cosmas' fortsættere hans historie frem til 1283.